# Chlorophytum baturense
Chlorophytum baturense là một loài thực vật có hoa trong họ Măng tây. Loài này được K.Krause mô tả khoa học đầu tiên năm 1914.